# المشرع الملكي في سلطنة أولاد علي تركي (كتاب)
المشرع الملكي في سلطنة أولاد علي تركي: هو مصدر لتاريخ تونس في العهد العثماني، ألفه محمد الصغير بن يوسف المتوفي سنة 1177هـ/ 1763-1764م. 

صورة لغلاف كتاب المشرع الملكي

## تاريخه
يعود تأليف هذا الكتاب إلى النصف الثاني من القرن الثامن عشر للميلاد، وقد ترجم إلى اللغة الفرنسية كل من فيكتور سرّاس ومحمد الأصرم ونشر بالمجلة التونسية (Revue tunisienne) تباعا فيما بين عامي 1896 و1900، تحت عنوان (Soixante ans d’Histoire de la Tunisie) ثم جمع في مجلد واحد نشر عام 1900 تحت عنوان (Mechra El Melki, Chronique tunisienne (1705-1771) pour sevir à l’histoire des quatre premiers beys de la famille husseinite par Mohamed Sghir Ben Youssef, de Béja ) وقد ذكر المحققان أنهما اعتمدا في تحقيقه على مخطوطتين. ويتحدث أحمد عبد السلام عن ثلاث مخطوطات. ثم أعيد طبعه عام 1978 بمنشورات دار بوسلامة بتونس. أما باللغة العربية فلم يطبع منه المجلد الأول إلا عام 1998 بتحقيق وتقديم د. أحمد الطويلي، وصدر المجلد الثالث عام 2009 في 218 ص.

## المحتوى
يغطي هذا الكتاب عهود الحكام الأربعة الأول للدولة الحسينية أي حسين بن علي وابنيه محمد باي]] وعلي باي وقبلهما ابن أخيه علي باشا . وقد استقى الصغير بن يوسف بعض ما ورد في فصله الأول عن حسين بن علي من كتاب ذيل بشائر أهل الإيمان لحسين خوجة، وخاصة ما يتعلق بإنجازاته ثم أضاف إليه أخبارا أصيلة خاصة انطلاقا من عام 1139هـ / 1726-1727. وقد أورد المؤلف ما رأى وما سمع وربما يورد روايتين عن نفس الحدث إن كان مترددا في ترجيح إحداهما. مع الملاحظ أنه لم يخالط الحكام ولكنه يورد عنهم من الأخبار ما لا يورده المؤرخون الرسميون. ويروي محمد الصغير بن يوسف فيه أطوار الحرب الباشيّة الحسينية التي عاصرها، وما وقع من جرائها في البلاد من خراب ودمار ونهب وقتل وإزهاق للأرواح.
ويعتبر هذا الكتاب مصدرا من الدرجة الأولى عن هذه الحرب وانتصاب الدولة الحسينية بتونس وعهودها الأولى وعلاقتها بالدول المجاورة وكذا الأوروبية وعاصمة الخلافة إستانبول. والمشرع الملكي منجم ثري لما يتعلق بالحياة الاقتصادية والاجتماعية والدينية والثقافية والعلمية.

## إشارات مرجعية
1. ↑  Ahmed Abdesselem, Les historiens tunisiens des XVIIe, XVIIIe et XIXe siècles, essai d'histoire culturelle, Publications de l'Université de Tunis, 1973, p. 246-247
2. ↑  جريدة الحرية، بتاريخ 31 ماي 2009 "من الخميس إلى الخميس"، بقلم: عبد السلام لصيلع[وصلة مكسورة]
3. ↑  أحمد عبد السلام، المؤرخون التونسيون، المصدر نفسه ص 250
4. ↑  المصدر نفسه ص 253
5. ↑  جريدة الحرية، المصدر نفسه